# Николас, Чарли
Чарльз Ни́колас (англ. Charles Nicholas; 30 декабря 1961, Глазго, Шотландия), более известный как Ча́рли Ни́колас (англ. Charlie Nicholas) — шотландский футболист. В годы игровой карьеры Николас выступал на позиции нападающего за такие клубы, как шотландские «Селтик», «Абердин», «Клайд» и английский «Арсенал».
С 1983 по 1989 год Чарли защищал цвета национальной сборной Шотландии, участвовал в её составе в мировом первенстве 1986 года. Всего за «тартановую армию» Николас сыграл 20 матчей забил пять мячей.
После окончания карьеры футболиста Чарли стал спортивным журналистом.
В 2014 году Николас был включён в Зал славы шотландского футбола.

## Ранние годы
Николас родился 30 декабря 1961 года в Каукадденсе — центральном районе шотландского города Глазго. Детство Чарли прошло в другой части крупнейшего города страны — Мэрихилле. В это время соседом и другом Николаса был будущий известный шотландский футболист 80-х годов Джим Даффи.

## Карьера игрока

### Клубная карьера

#### «Селтик»
Чарли — воспитанник клуба «Селтик», профессиональный контракт с которым он подписал в июне 1979 года. 16 августа 1980 года Николас дебютировал в первой команде «кельтов», выйдя на замену в гостевом поединке против «Килмарнока». Ровно через две недели Чарли забил свой первый гол за «Селтик», поразив во встрече Кубка лиги ворота «Стерлинг Альбиона». Практически сразу молодой нападающий завоевал место в основном составе «бело-зелёных», в том же футбольном году внёс большой вклад в победу «Селтика» в чемпионате Шотландии и удостоился звания «Молодого игрока года» по версии коллег-футболистов. Сезон 1981/82 Николас практически полностью пропустил, получив перелом ноги в матче резервистов «кельтов» с командой «Гринок Мортон». Но, вернувшись на поле в футбольном году 1982/83, Чарли показал, что не только не растерял, но и нарастил своё мастерство. Забив за сезон 48 голов (в том числе 29 мячей в чемпионате Шотландии), Николас был признан лучшим игроком года по версиям, как журналистов страны, так и самих футболистов.

#### «Арсенал»
Летом 1983 года к «Селтику» обратились три гранда английского футбола, «Манчестер Юнайтед», «Ливерпуль» и «Арсенал», с целью усиления Николасом своих рядов. «Кельты», принимая во внимание необходимость профессионального роста Чарли, дали тому разрешение на ведение переговоров с заинтересованными командами. Чарли поочерёдно съездил на просмотр во все три клуба. Наиболее вероятным будущим работодателем форварда британские газеты называли «Ливерпуль», где блистал в то время другой представитель Шотландии Грэм Сунесс, который пообещал взять молодого нападающего под свою опеку.
Тем не менее 22 июня 1983 года Чарли подписал контракт с лондонским «Аресеналом». Сумма, заплаченная «канонирами» за Николаса, составила 800 тысяч фунтов стерлингов. В столице Англии шотландец запомнился своими частыми походами по ночным клубам нежели действиям на поле, за что получил от болельщиков лондонского клуба прозвище «Чарли-шампанское» (англ. Champagne Charlie). За первый сезон в «Арсенале» Николас забил лишь 13 голов, включая «дубль» в ворота «Тоттенхэм Хотспур» в северолондонском дерби. Следующие два сезона не изменили ситуацию — несмотря на регулярное появление форварда в основном составе «канониров», его результативность оставляла желать лучшего. 5 апреля 1987 года два гола Чарли принесли лондонцам победу в финальном поединке Кубка английской лиги, в котором «Арсенал» победил «Ливерпуль» со счётом 2:1. В футбольном году 1987/88 Николас потерял место в стартовом составе своей команды — главный тренер «канониров» Джордж Грэм предпочитал ему недавно пришедших в клуб Перри Гроувса и Алана Смита. За первую половину сезона 1987/88 шотландец провёл всего лишь три игры. Всё это вынудило его обратиться к руководству «Арсенала» с просьбой своей продажи в зимнее трансферное окно.

#### Возвращение в Шотландию
В январе 1988 года Николас вернулся в Шотландию, подписав контракт с клубом «Абердин», которому этот трансфер обошёлся в 400 тысяч фунтов стерлингов. За вторую половину сезона 1987/88 форвард не смог продемонстрировать своих бомбардирских качеств, забив лишь три гола в 16 играх. Зато в последующих двух футбольных годах Николас напомнил самого себя шестилетней давности, в общей сложности 27 раз поразив ворота противника в чемпионате Шотландии. В мае 1990 года Чарли вместе с «Абердином» завоевал Кубок страны, переиграв в финальном поединке в серии послематчевых пенальти «Селтик».
Через три месяца состоялось возвращение Николаса на «Селтик Парк». Но на этот раз Чарли столкнулся с серьёзной конкуренцией за место в основном составе со стороны других нападающих «кельтов» — в большей мере он конкурировал с Фрэнком Макавенни. За последующие пять лет в «Селтике» форвард завоевал лишь один трофей — Кубок шотландской лиги в сезоне 1994/95.
Летом 1995 года Николас на правах свободного агента перебрался в «Клайд». За камбернолдский коллектив Чарли выступал сезон 1995/96, после окончания которого завершил карьеру футболиста.

#### Клубная статистика
| Клуб               | Сезон              | Чемпионат | Чемпионат | Кубок | Кубок | Кубок Лиги | Кубок Лиги | Еврокубки | Еврокубки | Итого | Итого |
| Клуб               | Сезон              | Игры      | Голы      | Игры  | Голы  | Игры       | Голы       | Игры      | Голы      | Игры  | Голы  |
| ------------------ | ------------------ | --------- | --------- | ----- | ----- | ---------- | ---------- | --------- | --------- | ----- | ----- |
| Селтик             | 1980/81            | 29        | 16        | 5     | 3     | 7          | 6          | 4         | 3         | 45    | 28    |
| Селтик             | 1981/82            | 10        | 3         | —     | —     | 4          | 3          | 1         | 0         | 15    | 6     |
| Селтик             | 1982/83            | 35        | 29        | 3     | 4     | 11         | 13         | 4         | 2         | 53    | 48    |
| Селтик             | 1990/91            | 13        | 6         | —     | —     | 1          | 0          | —         | —         | 14    | 6     |
| Селтик             | 1991/92            | 37        | 21        | 3     | 0     | 2          | 2          | 4         | 2         | 46    | 25    |
| Селтик             | 1992/93            | 16        | 2         | —     | —     | 1          | 0          | 3         | 0         | 20    | 2     |
| Селтик             | 1993/94            | 35        | 8         | —     | —     | 3          | 1          | 4         | 0         | 42    | 9     |
| Селтик             | 1994/95            | 11        | 0         | —     | —     | 4          | 1          | —         | —         | 15    | 1     |
| Всего за «Селтик»  | Всего за «Селтик»  | 186       | 85        | 11    | 7     | 33         | 26         | 20        | 7         | 250   | 125   |
| Арсенал            | 1983/84            | 41        | 11        | 1     | 1     | 4          | 1          | —         | —         | 46    | 13    |
| Арсенал            | 1984/85            | 38        | 9         | 3     | 1     | 3          | 2          | —         | —         | 44    | 12    |
| Арсенал            | 1985/86            | 41        | 10        | 5     | 4     | 7          | 4          | —         | —         | 53    | 18    |
| Арсенал            | 1986/87            | 28        | 4         | 4     | 4     | 6          | 3          | —         | —         | 38    | 11    |
| Арсенал            | 1987/88            | 3         | 0         | —     | —     | —          | —          | —         | —         | 3     | 0     |
| Всего за «Арсенал» | Всего за «Арсенал» | 151       | 34        | 13    | 10    | 20         | 10         | 0         | 0         | 184   | 54    |
| Абердин            | 1987/88            | 16        | 3         | 6     | 2     | —          | —          | —         | —         | 22    | 5     |
| Абердин            | 1988/89            | 28        | 16        | 5     | 1     | 3          | 1          | 1         | 0         | 37    | 18    |
| Абердин            | 1989/90            | 33        | 11        | 5     | 2     | 5          | 0          | 2         | 0         | 45    | 13    |
| Всего за «Абердин» | Всего за «Абердин» | 77        | 30        | 16    | 5     | 8          | 1          | 3         | 0         | 104   | 36    |
| Клайд              | 1995/96            | 31        | 5         | —     | —     | —          | —          | —         | —         | 31    | 5     |
| Всего за «Клайд»   | Всего за «Клайд»   | 31        | 5         | 0     | 0     | 0          | 0          | 0         | 0         | 31    | 5     |
| Всего за карьеру   | Всего за карьеру   | 445       | 154       | 40    | 22    | 61         | 37         | 23        | 7         | 569   | 220   |

### Сборная Шотландии
Дебют Чарли в национальной сборной Шотландии состоялся 30 марта 1983 года, когда «тартановая армия» в рамках отборочного турнира к чемпионату Европы 1984 года встречалась со Швейцарией. В том же поединке, поразив ворота соперника, Николас забил свой первый гол за «горцев». В 1986 году форвард в составе сборной Шотландии поехал на мировое первенство, проходившее в Мексике. На турнире Николас провёл два матча — против Дании и Уругвая. Сам «мундиаль» подопечные Алекса Фергюсона провалили, набрав лишь одно очко в трёх поединках группового этапа и, тем самым, заняв последнее место в своей группе E. Последний матч за шотландцев Чарли сыграл 26 апреля 1986 года. Соперником «тартановой армии» в тот день была сборная Кипра. Всего за шесть лет выступлений за национальную команду Николас провёл 20 игр, забил пять мячей.

#### Матчи и голы за сборную Шотландии
| №  | Дата             | Место                                    | Оппонент          | Счёт | Голы Николаса | Соревнование                                                    |
| 1  | 30 марта 1983    | «Хэмпден Парк», Глазго, Шотландия        | Швейцария         | 2:2  | 1             | Отборочный матч чемпионата Европы по футболу 1984               |
| 2  | 24 мая 1983      | «Хэмпден Парк», Глазго, Шотландия        | Северная Ирландия | 0:0  | —             | Домашний чемпионат Великобритании                               |
| 3  | 1 июня 1983      | «Уэмбли», Лондон, Англия                 | Англия            | 0:2  | —             | Домашний чемпионат Великобритании                               |
| 4  | 12 июня 1983     | «Empire Stadium», Ванкувер, Канада       | Канада            | 2:0  | —             | Товарищеский матч                                               |
| 5  | 16 июня 1983     | «Стадион Содружества», Эдмонтон, Канада  | Канада            | 3:0  | 1             | Товарищеский матч                                               |
| 6  | 20 июня 1983     | «Варсити», Торонто, Канада               | Канада            | 2:0  | —             | Товарищеский матч                                               |
| 7  | 12 октября 1983  | «Хэмпден Парк», Глазго, Шотландия        | Бельгия           | 1:1  | 1             | Отборочный матч чемпионата Европы по футболу 1984               |
| 8  | 1 июня 1984      | «Велодром», Марсель, Франция             | Франция           | 0:2  | —             | Товарищеский матч                                               |
| 9  | 12 сентября 1984 | «Хэмпден Парк», Глазго, Шотландия        | Югославия         | 6:1  | 1             | Товарищеский матч                                               |
| 10 | 17 октября 1984  | «Хэмпден Парк», Глазго, Шотландия        | Исландия          | 3:0  | 1             | Отборочный матч чемпионата мира по футболу 1986                 |
| 11 | 27 февраля 1985  | «Рамон Санчес Писхуан», Севилья, Испания | Испания           | 0:1  | —             | Отборочный матч чемпионата мира по футболу 1986                 |
| 12 | 27 марта 1985    | «Хэмпден Парк», Глазго, Шотландия        | Уэльс             | 0:1  | —             | Отборочный матч чемпионата мира по футболу 1986                 |
| 13 | 28 января 1986   | «Рамат-Ган», Рамат-Ган, Израиль          | Израиль           | 1:0  | —             | Товарищеский матч                                               |
| 14 | 26 марта 1986    | «Хэмпден Парк», Глазго, Шотландия        | Румыния           | 3:0  | —             | Товарищеский матч                                               |
| 15 | 23 апреля 1986   | «Уэмбли», Лондон, Англия                 | Англия            | 1:2  | —             | Rous Cup                                                        |
| 16 | 4 июня 1986      | «Неса», Несауалькойотль, Мексика         | Дания             | 0:1  | —             | Чемпионат мира по футболу 1986 (финальные игры, групповой этап) |
| 17 | 13 июня 1986     | «Неса», Несауалькойотль, Мексика         | Уругвай           | 0:0  | —             | Чемпионат мира по футболу 1986 (финальные игры, групповой этап) |
| 18 | 10 сентября 1986 | «Хэмпден Парк», Глазго, Шотландия        | Болгария          | 0:0  | —             | Отборочный матч чемпионата Европы по футболу 1988               |
| 19 | 23 мая 1987      | «Хэмпден Парк», Глазго, Шотландия        | Англия            | 0:0  | —             | Rous Cup                                                        |
| 20 | 26 апреля 1989   | «Хэмпден Парк», Глазго, Шотландия        | Кипр              | 2:1  | —             | Отборочный матч чемпионата мира по футболу 1990                 |

Итого: 20 матчей / 5 голов; 8 побед, 6 ничьих, 6 поражений.

#### Сводная статистика игр/голов за сборную
| Сборная          | Год              | Отборочные матчи ЧМ | Отборочные матчи ЧМ | Финальные матчи ЧМ | Финальные матчи ЧМ | Отборочные матчи ЧЕ | Отборочные матчи ЧЕ | Финальные матчи ЧЕ | Финальные матчи ЧЕ | Товарищеские матчи | Товарищеские матчи | Домашний чемпионат Великобритании | Домашний чемпионат Великобритании | Rous Cup | Rous Cup | Итого | Итого |
| Сборная          | Год              | Игры                | Голы                | Игры               | Голы               | Игры                | Голы                | Игры               | Голы               | Игры               | Голы               | Игры                              | Голы                              | Игры     | Голы     | Игры  | Голы  |
| ---------------- | ---------------- | ------------------- | ------------------- | ------------------ | ------------------ | ------------------- | ------------------- | ------------------ | ------------------ | ------------------ | ------------------ | --------------------------------- | --------------------------------- | -------- | -------- | ----- | ----- |
| Шотландия        | 1983             | —                   | —                   | —                  | —                  | 2                   | 2                   | —                  | —                  | 3                  | 1                  | 2                                 | 0                                 | —        | —        | 7     | 3     |
| Шотландия        | 1984             | 1                   | 1                   | —                  | —                  | —                   | —                   | —                  | —                  | 2                  | 1                  | —                                 | —                                 | —        | —        | 3     | 2     |
| Шотландия        | 1985             | 2                   | 0                   | —                  | —                  | —                   | —                   | —                  | —                  | —                  | —                  | —                                 | —                                 | —        | —        | 2     | 0     |
| Шотландия        | 1986             | —                   | —                   | 2                  | 0                  | 1                   | 0                   | —                  | —                  | 2                  | 0                  | —                                 | —                                 | 1        | 0        | 6     | 0     |
| Шотландия        | 1987             | —                   | —                   | —                  | —                  | —                   | —                   | —                  | —                  | —                  | —                  | —                                 | —                                 | 1        | 0        | 1     | 0     |
| Шотландия        | 1989             | 1                   | 0                   | —                  | —                  | —                   | —                   | —                  | —                  | —                  | —                  | —                                 | —                                 | —        | —        | 1     | 0     |
| Всего за карьеру | Всего за карьеру | 4                   | 1                   | 2                  | 0                  | 3                   | 2                   | 0                  | 0                  | 7                  | 2                  | 2                                 | 0                                 | 2        | 0        | 20    | 5     |

### Достижения

#### Командные достижения
«Селтик»
- Чемпион Шотландии (2): 1980/81, 1981/82
- Обладатель Кубка Шотландии: 1994/95
- Обладатель Кубка шотландской лиги: 1982/83
- Финалист Кубка Шотландии: 1983/84
- Финалист Кубка шотландской лиги (3): 1983/84, 1990/91, 1994/95

 «Арсенал»
- Обладатель Кубка английской лиги: 1986/87

 «Абердин»
- Обладатель Кубка Шотландии: 1989/90
- Обладатель Кубка шотландской лиги: 1989/90
- Финалист Кубка Шотландии: 1988/89
- Финалист Кубка шотландской лиги: 1987/88

#### Личные достижения
- Молодой игрок года по версии футболистов Профессиональной футбольной ассоциации Шотландии: 1981
- Игрок года по версии футболистов Профессиональной футбольной ассоциации Шотландии: 1983
- Игрок года по версии Шотландской ассоциации футбольных журналистов: 1983
- Зал славы шотландского футбола: включён в 2014 году

## Медиа карьера
В настоящее время Николас работает в качестве футбольного эксперта на британском телеканале «Sky Sport». Здесь же он ведёт еженедельную программу «Soccer Saturday», в которой анализирует матчи шотландской Премьер-лиги и национальной сборной Шотландии.